# Liste der Monuments historiques in Romanswiller
Die Liste der Monuments historiques in Romanswiller führt die Monuments historiques in der französischen Gemeinde Romanswiller auf.

## Liste der Bauwerke
| Bezeichnung           | Beschreibung                            | Standort                              | Kennzeichnung | Schutzstatus | Datum | Bild |
| --------------------- | --------------------------------------- | ------------------------------------- | ------------- | ------------ | ----- | ---- |
| Abendmahlskanne       | Zinn, um 1800                           | in der protestantischen Kirche (Lage) | PM67001853    | Classé       | 2012  |      |
| Kelch und Patene      | Zinn, erste Hälfte des 18. Jahrhunderts | in der protestantischen Kirche (Lage) | PM67001851    | Classé       | 2012  |      |
| Taufkanne und -schale | Zinn, um 1800                           | in der protestantischen Kirche (Lage) | PM67001852    | Classé       | 2012  |      |